# 长滩镇 (钦州市)
长滩镇，是中华人民共和国广西壮族自治区钦州市钦北区下辖的一个乡镇级行政单位。

## 行政区划
长滩镇下辖以下地区：
长滩社区、古勉村、新勤村、榃袅村、那袅村、胜利村、新铺村、屯六村、荣庆村、马朝村、屯巷村、谈读村、连丰村、上汶村和那谷村。